# Jasmonato

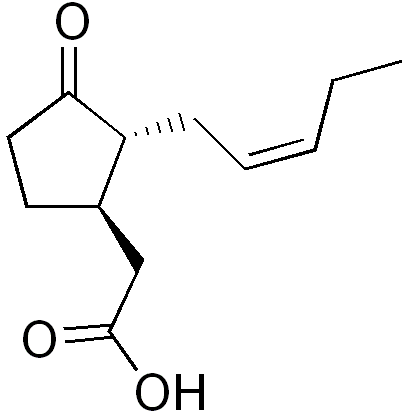
Acido jasmonico

Jasmonato di metile

Gli jasmonati sono  l'acido jasmonico e i suoi esteri, come ad esempio lo jasmonato di metile (un composto volatile della categoria dei VOC), il cui principale impiego è come ormoni vegetali regolanti della crescita e dello sviluppo delle piante. Come le prostaglandine nei mammiferi, gli jasmonati sono formalmente dei derivati del ciclopentanone, biosintetizzati da acidi grassi come l'acido linolenico.
Il livello di jasmonati nelle piante varia in funzione del tessuto e del tipo di cellule, stadio di sviluppo, e in risposta a differenti stimoli ambientali.
Lo studio di questi ormoni ha avuto uno sviluppo sensibile solo recentemente, e proprio per questo si sa poco dei jasmonati, ma generalmente stimolano la produzione di sostanze deterrenti - perlopiù alcaloidi o fenoli - per repellere animali fitofagi.